# Acta nuntiaturae Polonae
Acta nuntiaturae Polonae je ediční řada vydávající dokumenty související s činností nunciů v Polsku. Začal být vydáván Polským historickým ústavem v Římě, jehož hybnou duší byl Walerian Meysztowicz, nyní ji vydalá Polská akademie vzdělanosti v Krakově ve spolupráci s fundací Lanckorońskich